# مساء (فلم)
مساء (بالإنجليزية: Evening) فيلم دراما رومانسي أمريكي إنتاج عام 2007 للمخرج المجري لاجوس كولتا، عن قصة بنفس الاسم صدرت عام 1998 للروائية وكاتبة السيناريو الأمريكية سوزان مينوت التي كتبت سيناريو الفيلم بمساعدة مايكل كننجهام.الفيلم من بطولة فانيسا ريدجريف، وتوني كوليت، وكلير دانس. دراما تستكشف الماضي الرومانسي والحاضر العاطفي لآن لورد (فانيسا ريدغريف) وابنتيها كونستانس هافرفورد (ناتاشا ريتشاردسون) ونينا مارس (توني كوليت). بينما آن تحتضر، تتذكر، وتتحرك لنقل لبناتها، اللحظات الحاسمة في حياتها قبل خمسين عامًا، عندما كانت شابة. هاريس أردن (باتريك ويلسون) هو الرجل الذي كانت أن تحبه في الخمسينيات.

## طاقم التمثيل
- كلير دينس: في دور آن جرانت (الشابة)
- فانيسا ريدجريف: في دور آن جرانت (العجوز)
- مامي غومر: في دور ليلى (الشابة)
- ميرل ستريب: في دور ليلى (العجوز)
- باتريك ويلسون: في دور هاريس آردن
- هيو دانسي: في دور بادى
- غلين كلوز: في دور السيدة ويتنبورن
- باري بوستويك: في دور السيد ويتنبورن
- توني كوليت: في دور نينا
- ناتاشا ريتشاردسون: في دور كونستانس
- يبون موس-باسحراسح: في دور لوك
- دايفيد كول: في دور بيب
- إلين أتكينز: في دور الممرضة
- كارا دوهرتي: في دور كلواى[5]

## أحداث الفيلم
يتناول الفيلم قصة السيدة «آن جرانت لورد» وهي على فراش الموت، ومن حولها ابنتيها «كونستانس» و«نينا»، تتحدث الأم كلما أفاقت من غيبوبتها بأسماء لم تذكرها في حياتها من قبل، وتعود لها ذكريات ليلة مضى عليها خمسين سنة، وهي فتاة شابة في أوائل العشرينات من عمرها، تصل إلى مدينة نيوبورت لتكون وصيفة الشرف لزميلتها الجامعية «ليلى ويتنبورن» وهي من أسرة ثرية سيتم زفافها في تلك الليلة على الشاب «كارل روس»، يرحب شقيق العروس «بادى» بزميلته الجامعية «آن» ويقدمها للوسيم «هاريس آردن»، وهو طبيب شاب كان والده يعمل خادما للأسرة الثرية، ويضيف «بادي» أن شقيقته كانت دائمًا تعشق هاريس، ويعرب عن قلقه من أنها ستتزوج رجلًا آخر بدافع الشعور بالواجب بدلاً من الحب، وتعترف العروس لصديقتها «آن» بحبها لهاريس، وأنها صارحته بحبها ولكنه لم يبادلها الشعور، وتطلب من «آن» الغناء، التي تغني وتجد هاريس يصاحبها في الغناء، كما يدور بينهما حوار طويل، وتكتشف «آن» مدى الترابط بينها وبين الطبيب الشاب. يخرج الجميع إلى الشاطئ القريب من بيت الأسرة الثرية للشرب والرقص، وينفرد هاريس بالفتاة التي تعرف عليها لأول مرة، ويأخذها لمكان كان يختبئ فيه وهو صغير ليمارسا الجنس.
يذهب «بادي» للبحث عن «آن» و«هاريس»، وعلى الطريق تصدمه سيارة ويفارق الحياة، ويستيقظ الحبيبان صباحًا ليعرفا الخبر المأساوي.
تتذكر «آن» يوم  صادفت هاريس في إحدى شوارع  نيويورك، وكانت أم لابنة واحدة، وكان هو متزوجًا وأب لولد وحيد، وأخبرها أنه لا يزال يحبها، ثم تبادلا وداعًا وديًّا.
تحضر «ليلى» للمستشفى لمساندة «آن» في مرضها، وقبل أن تترك المستشفى تنفرد بالابنة «نينا» وتخبرها أن أمها لم ترتكب أي خطأ في حياتها، تشجع «آن» ابنتها على البحث عن الحياة السعيدة،  فتتشجع «نينا» لإخبار صديقها «لوك» أنها حامل بطفل منه، ويفرح «لوك» ويخبر الأخت «كونستانس» ويعد بأنه سيكون دائمًا بجانب «نينا». تقُطع فرحتهم الممرضة، التي تحث الجميع على الاندفاع إلى سرير الوالدة لتوديعها.

## الإنتاج
بدأ التصوير في سبتمبر 2006، وكان من المقرر أن يتم التصوير في ولاية «مين» التي تتميز بشاطئ صخرى على المحيط الأطلسي، حسب ما جاء في الرواية الأصلية، ولكن كشافة المواقع (اصطلاح يطلق على فريق يعمل بعد كتابة السيناريو للبحث عن مواقع مناسبة للتصوير) قدموا للمخرج لاجوس كولتا موقع لبيت ساحلي في مدينة نيوبورت بولاية رودايلند الأمريكية، وهنا غير المخرج سيناريو الفيلم لتكون مدينة نيوبورت هي مكان الأحداث، أما للتصوير الداخلي، فقد اختار المخرج بيت في مدينة تيفيرتون بنفس الولاية، هذا بالإضافة لبعض مشاهد خارجية في برستل وبروفيدنس ورود آيلاند وقرية غرينتش والجانب الغربي العلوي من مانهاتن. استخدم المخرج مجموعة سيارات من ساحة للسيارات القديمة بمنطقة «بوتاكت» بولاية رودآيلند.
حقق الفيلم 12,406,646 دولارًا في الولايات المتحدة و 478,928 دولارًا في الأسواق الخارجية ليصبح إجمالي شباك التذاكر في جميع أنحاء العالم 12,885,574 دولارًا

## أغاني الفيلم
تغنى «آن جرانت» في حفلة زفاف صديقتها «ليلى» أغنية تحت عنوان «مرة تلو الأخرى Time after time» وهي أغنية شهيرة من أغاني الجاز ظهرت عام 1947، وغنت أيضًا لبناتها أغنية «أرى القمر I see the moon» وهي تهويدة (أغنيّة هادئة تغنّيها الأمّ لينام طفلها)

## استقبال الفيلم
بالرغم من أن طاقم التمثيل ضمّ عددًا من الممثلين المعروفين، إلا أن تقييم الفيلم جاء سلبيًا عند أكثر النقاد، حيث منح موقع الطماطم الفاسدة لتقييم الافلام، تقدير 27% بناءًا على 127 تعليقًا من النقاد.
كتبت مانولا دارجيز في الصحيفة اليومية «نيويورك تايمز» أن الفيلم محشو بممثلين من مختلف درجات الإجادة، كما ان الحوار زائف، وأسلوب الحوار يصلح أكثر ما يصلح لبطاقات المعايدة، وقالت ان ليس كل كتاب يصلح لأن يكون فيلم.
كتب الناقد السينمائي والمؤلف «ميك لاسال» في صحيفة «سان فرانسيسكو كرونيكل» ان الفيلم يقدم نظرة متشائمة للحياة، تقترب من العدمية، بل انه يقدم الحياة كشيء غير مهم على الإطلاق، ثم يدعونا إلى ان نرتاح لهذه الفكرة، ونأخذ منها القوة، وبالتأكيد ليست هذه الرسالة النموذجية التي يمكن تقديمها للمشاهد، ولكن قد تكون الشيء الأكثر إثارة للاهتمام بالمشاهدة.
قام بيتر ترافرز من مجلة «رولينغ ستون» بتصنيف الفيلم بدرجة اثنين ونصف من أصل أربعة نجوم، لكنه امتدح فريق الممثلين.
قام ستيف بيرسال من صحيفة «سانت بطرسبرغ تايمز» بتصنيف الفيلم بدرجة «ج»، وفسر ذلك بأن أداء الممثلين قوى، ولكن العمود الفقري للفيلم، وهي القصة، خطأ لا يُنسى. كتب جاستن تشانغ من مجلة «فارايتي» أن المشكلة في الفيلم تكمن في عدم التناغم بين الإخراج والمونتاج، والمشاهد لا يرى تناسق بين سرد الماضى والحاضر، وضرب مثلا للتناسق بين سرد الماضى والحاضر بفيلم «الساعات» للمخرج «ستيفن دالدرى». كتبت الناقدة السينمائية «ليزا سوارشبوم» في المجلة الأسبوعية الأمريكية «إنترتينمنت ويكلي» أن الفيلم يحتل المرتبة الثانية في قائمة الأفلام السيئة لعام 2007.

## وصلات خارجية
- مقالات تستعمل روابط فنية بلا صلة مع ويكي بيانات